# The Black Bossalini
The Black Bossalini, sottotitolato (aka Dr. Bomb from da Bay), è il quinto album in studio del rapper statunitense Spice 1, pubblicato nel 1997.

## Tracce
1. The Thug in Me (Dedicated to Tupac Shakur) – 3:36
2. I'm High (featuring Da Old Skool) – 4:02
3. Recognize Game (featuring Ice-T, Too Short & Kokane) – 4:03
4. Playa Man (featuring Da Old Skool) – 4:07
5. Caught Up in My Gunplay – 3:28
6. Ballin' (featuring MC Breed, Yukmouth & Kokane) – 4:51
7. The Boss Mobsta – 4:46
8. 510 / 213 (featuring Big Syke & WC) – 4:46
9. Kill Street Blues – 5:12
10. Fetty Chico and the Mack (featuring Mack 10) – 4:06
11. Wanna Be a G – 3:23
12. Diamonds – 4:04
13. Down Payment on Heaven (featuring Cydal) – 4:31
14. 2 Hands & a Razorblade – 4:14